# 23 (musikalbum)
23 är Blonde Redheads sjunde musikalbum, utgivet 10 april 2007. Albumet läckte ut helt på internet den 25 februari 2007, cirka två månader innan det fysiska skivsläppet. Skivan debuterade på Billboard 200 som nummer 63 med omkring 11 000 kopior sålda den första veckan.

## Låtlista
1. "23" - 5:18
2. "Dr. Strangeluv" - 4:47
3. "The Dress" - 4:00
4. "SW" - 4:35
5. "Spring and by Summer Fall" - 4:15
6. "Silently" - 3:57
7. "Publisher" - 4:01
8. "Heroine" - 4:11
9. "Top Ranking" - 3:27
10. "My Impure Hair" - 4:52